# Marie-Hélène Chisholm
Marie-Hélène Chisholm (Port-Cartier, 8 de enero de 1979) es una deportista canadiense que compitió en judo.
Ganó nueve medallas en el Campeonato Panamericano de Judo entre los años 1997 y 2006. Participó en los Juegos Olímpicos de Atenas 2004, donde finalizó quinta en la categoría de –63 kg.

## Palmarés internacional
| Campeonato Panamericano | Campeonato Panamericano         | Campeonato Panamericano | Campeonato Panamericano |
| Año                     | Lugar                           | Medalla                 | Categoría               |
| ----------------------- | ------------------------------- | ----------------------- | ----------------------- |
| 1997                    | Guadalajara (México)            | Medalla de plata        | –66 kg                  |
| 1999                    | Montevideo (Uruguay)            | Medalla de bronce       | –70 kg                  |
| 2000                    | Orlando (Estados Unidos)        | Medalla de oro          | –70 kg                  |
| 2001                    | Córdoba (Argentina)             | Medalla de plata        | –70 kg                  |
| 2002                    | Santo Domingo (Rep. Dominicana) | Medalla de plata        | –70 kg                  |
| 2003                    | Salvador (Brasil)               | Medalla de oro          | –70 kg                  |
| 2004                    | Isla de Margarita (Venezuela)   | Medalla de bronce       | –63 kg                  |
| 2005                    | Caguas (Puerto Rico)            | Medalla de plata        | –63 kg                  |
| 2006                    | Buenos Aires (Argentina)        | Medalla de bronce       | –63 kg                  |